# کوه قلعه عبدالرضا
کوه عِشکِرون با ارتفاع ۲۵۱۸ متر در شرق بخش مرکزی الیگودرز بین روستاهای عسکران و قلعه عبدالرضا قرار ارد تپه‌ها و کوه‌های اطراف این کوه در روستاهای دوزان قلعه عبدالرضا بادباد و عسکران  مملو از سنگ‌های تزئینی است

## جستارهای ویژه
- فهرست کوه‌های ایران